# Spokojnyj (vulcano)
Il Spokojnyj (in russo Спокойный?), noto anche come Kutina (in russo Кутина?) è uno stratovulcano situato nella Kamčatka settentrionale.
Era attivo durante l'inizio e la metà dell'olocene. Sono stati documentati cinque eruzioni durante questo lasso di tempo, l'ultima delle quali è avvenuta circa 5400 anni fa.